# Aşağı Apu
 (juin 2021).
Aşağı Apu (aussi, Ashagy Apu et Nizhneye Apu) est un village du district de Lankaran en Azerbaïdjan.  Le village fait partie de la commune de Daştatük (en).